# Президентские выборы в США (2000)
Президентские выборы 2000 года, на которых основная борьба происходила между республиканцем Джорджем Бушем-младшим и демократом Альбертом Гором. Победил Джордж Буш. Судьбу выборов решили голоса избирателей штата Флорида. Такого «фотофиниша» ещё не было в истории Соединённых Штатов. В течение месяца происходили многочисленные пересчёты и судебные заседания, пока не были официально объявлены результаты выборов.
Кроме того, это был четвёртый в истории США случай, когда победитель набрал меньшее количество голосов избирателей, чем проигравший. В 18-й раз победителю выборов досталось меньше половины голосов избирателей.

## Предвыборная кампания
В списки для голосования в большинстве штатов и федеральном округе Колумбия были включены 7 кандидатов
- Джордж Буш, Республиканская партия
- Альберт Гор, Демократическая партия
- Ральф Нейдер, Партия зелёных
- Патрик Бьюкенен, Партия реформ
- Гарри Браун, Либертарианская партия
- Говард Филлипс[англ.], Конституционная партия
- Джон Хагелин, Партия естественных законов (ПЕЗ)

Кроме того, в отдельных штатах баллотировались ещё и другие кандидаты.
Кандидат от демократов, вице-президент Гор, фокусировал свою кампанию на небывалом экономическом процветании страны, достигнутом во время правления администрации Клинтона и обещал продолжать проводить ту же политику.
Кандидат от республиканцев, губернатор штата Техас, Джордж Буш (мл.), сын 41 президента Джорджа Буша, сосредоточил свою кампанию на традиционной для нынешних республиканцев теме ценностей семьи, морали и неприятия абортов. В этом ему помог недавний скандал Клинтон-Левински, хотя его соперник отмежевывался от этой истории и даже избегал появляться с Клинтоном, с которым он тесно сотрудничал.
Остальные кандидаты, как обычно, не имели шансов победить и использовали президентскую кампанию, как средство пропаганды своих взглядов или даже своей личности. Однако, как оказалось в результате выборов, голоса, поданные во Флориде даже за самого незначительного кандидата — Харриса, могли бы изменить результаты выборов, будь они все поданы за Гора.
Американский политолог республиканец Ричард Перл отмечал, подразумевая, в частности, российско-американские отношения, что во время предвыборной кампании Джордж Буш заявил, что вице-президент Гор увяз в понятиях холодной войны и продолжает видеть отношения, «преимущественно, как отношения безопасности, а не как отношения экономические, верить, что договоры (в частности, имеется в виду Договор по ПРО — Прим.) необходимы, чтобы мы не напали друг на друга. Он медленно осознавал, как изменился мир, — пишет Перл, — но Буш честно признался, что у него нет опыта участия в мировой политике, но он не является пленником старых идей».

## Подсчёт голосов
Когда голоса были подсчитаны, оказалось, что в штатах Флорида, Нью-Мексико и некоторых других, разница между количеством голосов, отданных за кандидатов, крайне незначительна, причем исход голосования во Флориде, имеющей 25 голосов выборщиков, фактически решал судьбу выборов. Первый подсчёт голосов во Флориде дал преимущество Бушу числом несколько больше 1 тысячи голосов — и это при почти 6 миллионах бюллетеней. Очевидно, что при таком огромном количестве возможны всякие случайности и поэтому считавшаяся проигравшей команда Гора решила не сдаваться, а дать бой в штате Флорида.
Начались многочисленные пересчёты голосов в штате Флорида и сопровождавшие их решения судов. Они продолжались до 10 часов вечера 12 декабря, когда Верховный Суд США 5 голосами против 4 постановил дальнейшие пересчёты прекратить и признать последний подсчёт окончательным.

## Результаты
Ниже приводятся окончательные результаты голосования
| Кандидат в Президенты | Партия                | Штат проживания       | Голоса избирателей    | Голоса избирателей    | Голоса выборщиков | Кандидат в Вице-Президенты | Штат проживания       | Голоса выборщиков |
| Кандидат в Президенты | Партия                | Штат проживания       | Количество            | Проценты              | Голоса выборщиков | Кандидат в Вице-Президенты | Штат проживания       | Голоса выборщиков |
| --------------------- | --------------------- | --------------------- | --------------------- | --------------------- | ----------------- | -------------------------- | --------------------- | ----------------- |
| Джордж Буш            | Респ.                 | Техас                 | 50 460 110            | 47,9                  | 271               | Дик Чейни                  | Вайоминг              | 271               |
| Альберт Гор           | Дем.                  | Теннесси              | 51 003 926            | 48,4                  | 266               | Джо Либерман               | Коннектикут           | 266               |
| (воздержался)(a)      | (n/a)                 | (n/a)                 | (n/a)                 | (n/a)                 | 1                 | (воздержался) (a)          | (n/a)                 | 1                 |
| Ральф Нейдер          | Зел.                  | Коннектикут           | 2 883 105             | 2,7                   | 0                 | Винона Ла Дюк              | Миннесота             | 0                 |
| Патрик Бьюкенен       | Реф.                  | Виргиния              | 449 225               | 0,4                   | 0                 | Езола Фостер               | Калифорния            | 0                 |
| Гарри Браун           | Либ.                  | Теннесси              | 384 516               | 0,4                   | 0                 | Арт Оливьер                | Калифорния            | 0                 |
| Говард Филипс         | Конст.                | Виргиния              | 98 022                | 0,1                   | 0                 | Куртис Фрейзер             | Миссури               | 0                 |
| Джон Хагелин          | ПЕЗ                   | Айова                 | 83 702                | 0,1                   | 0                 | Нат Гольдхабер             | Калифорния            | 0                 |
| Прочие(b)             | Прочие(b)             | Прочие(b)             | 54 652                | 0,1                   | 0                 | Прочие(b)                  | Прочие(b)             | 0                 |
| Всего                 | Всего                 | Всего                 | 105 417 258           | 100.0%                | 538               | Всего                      | Всего                 | 538               |
| Необходимо для победы | Необходимо для победы | Необходимо для победы | Необходимо для победы | Необходимо для победы | 270               | Необходимо для победы      | Необходимо для победы | 270               |

(a)  Один выборщик из округа Колумбия, (Барбара Летт-Симмонс), воздержался от голосования в знак протеста против недостаточного представительства округа Колумбия в Конгрессе. (Ей было поручено голосовать за Гора/Либермана)

(b) Кандидаты, получившие меньше 1/2000 голосов избирателей
Источники:
- Голосование избирателей

Leip, David.  Результаты президентских выборов 2000 года.  (Dave Leip's Atlas of U.S. Presidential Elections (7 Августа 2005 года)).
- Голосование выборщиков

Итоги голосования выборщиков, 2000 год Архивная копия от 21 ноября 2010 на Wayback Machine. (Официальный веб-сайт Национального Архива США Архивировано 22 июля 2007 года.. (7 августа 2005 года)).
Детальные результаты по каждому штату см:
United States presidential election 2000 (detail)

## Результаты по штатам
| Штат                       | Выборщиков | Альберт Гор | Джордж Буш-младший | Ральф Нейдер | Прочие |
| -------------------------- | ---------- | ----------- | ------------------ | ------------ | ------ |
| Алабама                    | 9          | 41,6 %      | 56,5 %             | 1,1 %        | 0,8 %  |
| Аляска                     | 3          | 27,7 %      | 58,6 %             | 10,1 %       | 3,6 %  |
| Аризона                    | 8          | 44,7 %      | 51,0 %             | 3,0 %        | 1,4 %  |
| Арканзас                   | 6          | 45,9 %      | 51,3 %             | 1,5 %        | 1,4 %  |
| Айдахо                     | 4          | 27,6 %      | 67,2 %             | 2,5 %        | 2,7 %  |
| Айова                      | 7          | 48,5 %      | 48,2 %             | 2,2 %        | 1,0 %  |
| Вайоминг                   | 3          | 27,7 %      | 67,8 %             | 2,1 %        | 2,4 %  |
| Вашингтон                  | 11         | 50,1 %      | 44,6 %             | 4,1 %        | 1,2 %  |
| Вермонт                    | 3          | 50,6 %      | 40,7 %             | 6,9 %        | 1,7 %  |
| Виргиния                   | 13         | 44,4 %      | 52,5 %             | 2,2 %        | 0,9 %  |
| Висконсин                  | 11         | 47,8 %      | 47,6 %             | 3,6 %        | 0,9 %  |
| Делавэр                    | 3          | 55,0 %      | 41,9 %             | 2,5 %        | 0,6 %  |
| Джорджия                   | 13         | 43,0 %      | 54,7 %             | 0,5 %        | 1,8 %  |
| Гавайи                     | 4          | 55,8 %      | 37,5 %             | 5,9 %        | 0,9 %  |
| Западная Виргиния          | 5          | 45,6 %      | 51,9 %             | 1,6 %        | 0,8 %  |
| Иллинойс                   | 22         | 54,6 %      | 42,6 %             | 2,2 %        | 0,6 %  |
| Индиана                    | 12         | 41,0 %      | 56,6 %             | 0,8 %        | 1,5 %  |
| Калифорния                 | 54         | 53,4 %      | 41,7 %             | 3,8 %        | 1,1 %  |
| Канзас                     | 6          | 37,2 %      | 58,0 %             | 3,4 %        | 1,4 %  |
| Кентукки                   | 8          | 41,4 %      | 56,5 %             | 1,5 %        | 0,6 %  |
| Колорадо                   | 8          | 42,4 %      | 50,8 %             | 5,3 %        | 1,6 %  |
| Коннектикут                | 8          | 55,9 %      | 38,4 %             | 4,4 %        | 1,2 %  |
| Луизиана                   | 9          | 44,9 %      | 52,6 %             | 1,2 %        | 1,4 %  |
| Массачусетс                | 12         | 59,8 %      | 32,5 %             | 6,4 %        | 1,3 %  |
| Миннесота                  | 10         | 47,9 %      | 45,5 %             | 5,2 %        | 1,4 %  |
| Миссисипи                  | 7          | 40,7 %      | 57,6 %             | 0,8 %        | 0,9 %  |
| Миссури                    | 11         | 47,1 %      | 50,4 %             | 1,6 %        | 0,9 %  |
| Мичиган                    | 18         | 51,3 %      | 46,1 %             | 2,0 %        | 0,6 %  |
| Монтана                    | 3          | 33,4 %      | 58,4 %             | 5,9 %        | 2,3 %  |
| Мэн                        | 4          | 49,1 %      | 44,0 %             | 5,7 %        | 1,2 %  |
| Мэриленд                   | 10         | 56,6 %      | 40,2 %             | 2,7 %        | 0,6 %  |
| Небраска                   | 5          | 33,3 %      | 62,2 %             | 3,5 %        | 1,0 %  |
| Невада                     | 4          | 46,0 %      | 49,5 %             | 2,5 %        | 2,0 %  |
| Нью-Гэмпшир                | 4          | 46,8 %      | 48,1 %             | 3,9 %        | 1,2 %  |
| Нью-Джерси                 | 15         | 56,1 %      | 40,3 %             | 3,0 %        | 0,6 %  |
| Нью-Мексико                | 5          | 47,9 %      | 47,8 %             | 3,6 %        | 0,7 %  |
| Нью-Йорк                   | 33         | 60,2 %      | 35,2 %             | 3,6 %        | 1,0 %  |
| Огайо                      | 21         | 46,5 %      | 50,0 %             | 2,5 %        | 1,1 %  |
| Оклахома                   | 8          | 38,4 %      | 60,3 %             | 0,2 %        | 1,1 %  |
| Орегон                     | 7          | 47,0 %      | 46,5 %             | 5,0 %        | 1,5 %  |
| Пенсильвания               | 23         | 50,6 %      | 46,4 %             | 2,1 %        | 0,9 %  |
| Род-Айленд                 | 4          | 61,0 %      | 31,9 %             | 6,1 %        | 1,0 %  |
| Северная Дакота            | 3          | 33,1 %      | 60,7 %             | 3,3 %        | 3,0 %  |
| Северная Каролина          | 14         | 43,2 %      | 56,0 %             | 0,2 %        | 0,6 %  |
| Теннесси                   | 11         | 47,3 %      | 51,1 %             | 1,0 %        | 0,6 %  |
| Техас                      | 32         | 38,0 %      | 59,3 %             | 2,2 %        | 0,6 %  |
| Федеральный округ Колумбия | 2          | 85,2 %      | 9,0 %              | 5,2 %        | 0,7 %  |
| Флорида                    | 25         | 48,837 %    | 48,846 %           | 1,6 %        | 0,7 %  |
| Южная Дакота               | 3          | 37,6 %      | 60,3 %             | 0,2 %        | 1,9 %  |
| Южная Каролина             | 8          | 40,9 %      | 56,8 %             | 1,5 %        | 0,8 %  |
| Юта                        | 5          | 26,3 %      | 66,8 %             | 4,7 %        | 2,2 %  |

### Результаты выборов во Флориде
Ввиду решающего вклада штата Флорида в результат выборов, рассмотрим результаты выборов в штате подробнее.
Кроме перечисленных выше общенациональных кандидатов, в выборах участвовали также:
- Моника Моорхэд[англ.] (Monica Moorehead) Всемирная рабочая партия (ВРП)
- Дэвид МакРейнольдс (David McReynolds) Социалист[3]
- Джеймс Харрис  Архивная копия от 12 сентября 2012 на Wayback Machine (James E. Harris) Социалистическая Рабочая Партия (СРП)

Кроме того, по законам штата Флорида избиратели могут сами вписывать имя кандидата, если его нет в списке.
Проблемы, возникавшие при голосовании

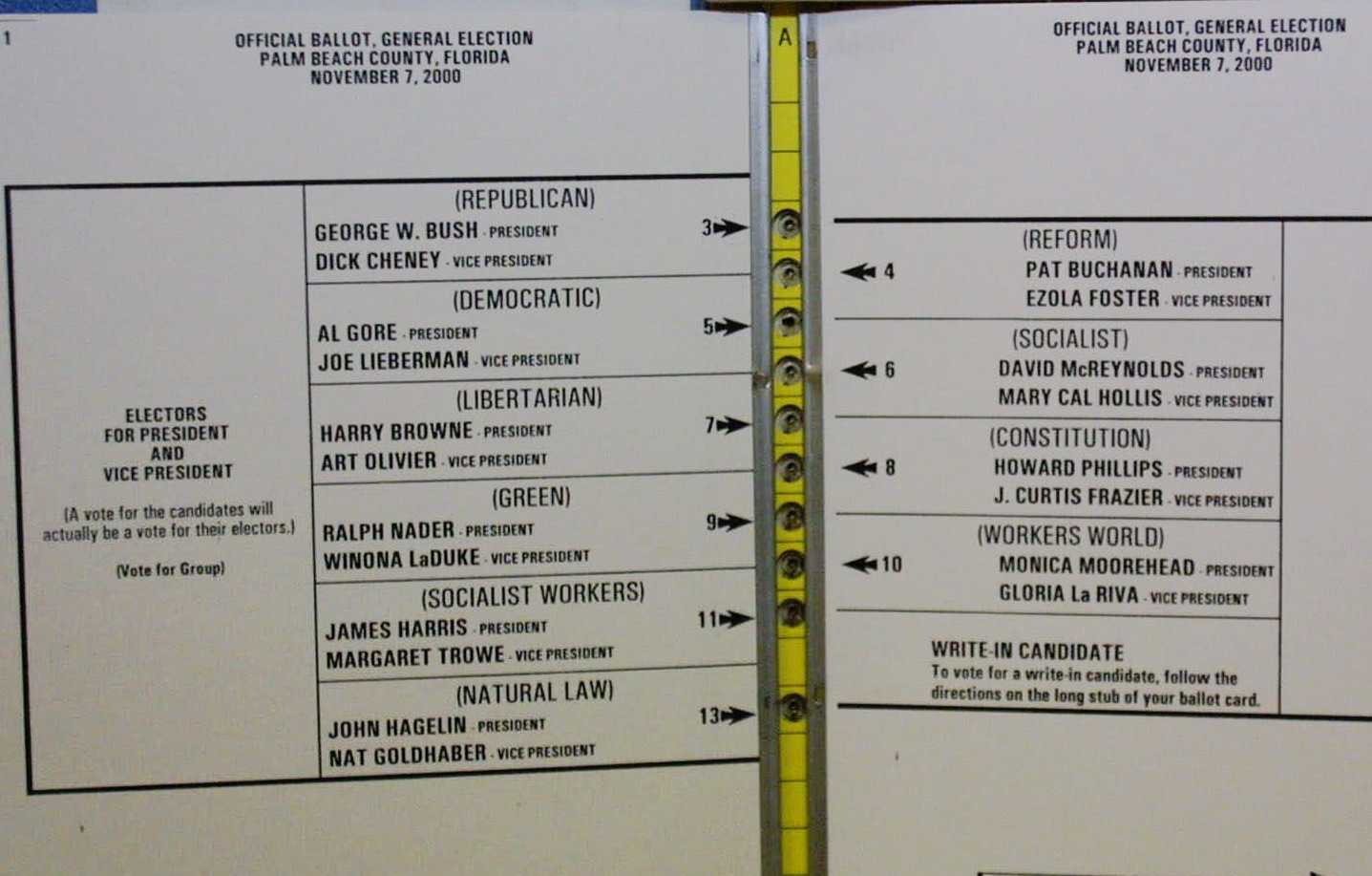
Butterfly ballot

Широкую известность получила, так называемая, проблема butterfly ballots (бюллетени бабочкой) в округе Палм-Бич (Palm Beach).  Архивная копия от 11 июля 2006 на Wayback Machine Суть её была в следующем. На фотографии видно, что имя Гора расположено вторым слева и стрелка показывает на третье отверстие для голосования за него. В то время как имя Бьюкенена расположено в колонке справа и стрелка показывает на второе отверстие. Демократы утверждали, что многие сторонники Гора в графстве Палм Бич, спутали отверстия и пробивали второе отверстие вместо третьего, чем объясняется неожиданно высокое количество голосов, полученное Бьюкененом.
Республиканцы, со своей стороны, были недовольны процессом голосования в западной части штата — районе Пэнхандл (Panhandle) — в основном консервативном. Он живёт в следующем часовом поясе, по времени на час позже основной части Флориды. Телевидение объявило в 7 часов вечера о том, что все избирательные участки Флориды закрылись. В то время как участки в Пэнхандле работали ещё час. Кроме того, в 6:48 по времени Пэнхандла СМИ объявили о победе Гора в штате. По мнению республиканцев, это привело к тому, что многие поздние избиратели района просто не явились на участки.
Поднимались и другие проблемы. Расследование провёл после выборов Исследовательский центр Чикагского университета по заказу консорциума масс-медиа. Были проанализированы те бюллетени, которые не удалось подсчитать с помощью машины, ввиду неполного пробития перфорационного отверстия (такие бюллетени получили название «беременный бюллетень») и других проблем, поэтому на выборах их считали вручную. В исследовании применялись различные критерии того, что считать поданным голосом, начиная от частичного пробивания в верхних углах, до полной перфорации.  Архивная копия от 30 мая 2010 на Wayback Machine
| Джордж Буш (П) | 2 912 790 | 48,847 | Респ.  |  |
| Альберт Гор | 2 912 253 | 48,838 | Дем.   |  |
| Ральф Нейдер | 97 488    | 1,635  | Зел.   |  |
| Патрик Бьюкенен | 17 484    | 0,293  | Реф.   |  |
| Гарри Браун | 16 415    | 0,275  | Либ.   |  |
| Джон Хагелин | 2281      | 0,038  | ПЕЗ    |  |
| Моника Моорхэд | 1804      | 0,030  | ВРП    |  |
| Говард Филлипс | 1371      | 0,023  | Конст. |  |
| Дэвид МакРейнольдс                                                                                                  | 622       | 0,010  | Соц.   |  |
| Джеймс Харрис Архивная копия от 12 сентября 2012 на Wayback Machine                                                 | 562       | 0,009  | СРП    |  |
| Вписано | 40        | 0,001  | n/a    |  |
| Итого | 5 963 110 |        |        |  |
| Источник: 2000 OFFICIAL PRESIDENTIAL GENERAL ELECTION RESULTS Архивная копия от 12 сентября 2012 на Wayback Machine |           |        |        |  |

13 декабря в 9 часов вечера по Восточному времени (англ. EST) Альберт Гор выступил по национальной телевизионной сети и признал своё поражение. Он призвал всех своих сторонников поддерживать Буша, сказав: «Это Америка, и мы ставим страну впереди партии».
6 января 2001 года собралась объединённая сессия Конгресса, чтобы утвердить результаты выборов. 20 членов Палаты представителей вставали один за другим и возражали против голосов штата Флорида. Однако, согласно закону 1877 года, требовалось, чтобы такое возражение поддерживалось и сенаторами, и членами Палаты представителей. Поскольку ни один из сенаторов не поддержал возражения, их протесты отклонялись. Интересно заметить, что на этом заседании председательствовал, согласно Конституции, вице-президент Гор, и именно он отвергал возражения в свою пользу.
20 января 2001 года новый Президент США Джордж Уокер Буш принял присягу.
Впоследствии Фидель Кастро замечал, что он «узурпировал пост президента Соединенных Штатов на выборах в ноябре 2000 года посредством мошенничества при голосовании в южном штате Флорида, ставшем решающим в этой борьбе».

## Последствия
С целью избежать проблем, подобных возникшим во Флориде, Конгресс принял закон, предусматривающий разработку и внедрение электронной системы голосования. Однако новые системы, решая некоторые старые проблемы, создают много новых — например, сложность проверки достоверности результатов. Кроме того, положение Конституции о том, что каждый штат самостоятельно создаёт свою коллегию выборщиков, оставляет мало надежды на унификацию электоральной процедуры по всей стране.